# Frank Mir
Frank Mir, född 24 maj 1979, i Las Vegas, Nevada, är en amerikansk mixed martial arts-utövare som tidigare tävlat i Bellator och UFC. Mir var mellan 19 juni 2004 och 13 augusti 2005 tungviktsmästare i UFC.

## Biografi
Mir började träna brottning som tonåring efter att ha blivit inspirerad av sin pappa. Trots många förluster vann han mästartiteln i tungvikt, brottning, och karate 1998. Mir har även svart bälte i Brasiliansk Jiu-Jitsu och har dessutom utövat Taekwondo.

## Karriär

### Tidig karriär
2001 gjorde han sin professionella MMA-debut i HOOKnSHOOT: Showdown där han mötte Jerome Smith och vann via domslut.
Efter det gick han ännu en match, den här gången i IFC Warriors Challenge 15 och även denna gång vann han på submission via triangel mot Dan Quinn.

### UFC
Mir debuterade sedan i UFC under UFC 34 i november 2001 när han besegrade Roberto Traven. Efter att ha vunnit fyra av sina efterföljande fem matcher fick han chansen att gå en match om mästartiteln i tungvikt mot Tim Sylvia på UFC 48 den 19 juni 2004. Mir besegrade Sylvia via en armbar som bröt Sylvias arm och Mir blev därmed ny mästare i UFC:s tungviktsdivision.
Bara några månader efter vinsten skadade han ena benet allvarligt i en motorcykelolycka, i september 2004. När han inte kunde gå en match för att försvara sin titel på 14 månader på grund av de skador han ådrog sig i olyckan blev han fråntagen sin titel i augusti 2005. Mir gjorde till slut comeback i UFC den 4 februari 2006.
En av de mest uppmärksammade matcherna gick av stapeln den 2 februari 2008 då han mötte Brock Lesnar och vann efter 1:30 i den första ronden via submission.
Mir har även agerat som coach i The Ultimate Fighter under hösten 2008, tillsammans med Antônio Rodrigo Nogueira. De båda coacherna möttes den 27 december på UFC 92 där Frank tog hem segern och därmed Interim Heayweight Championship-bältet. Han blev också den första att besegra Antônio Rodrigo Nogueira under ordinarie matchtid (det vill säga innan domarna behövt avgöra matchen genom poängräkning).
Ett andra möte mellan Mir och Lesnar som skulle förena Mirs interim-bälte med Lesnars ordinarie tungviktsbälte genomfördes på UFC 100 i juli 2009 och Lesnar vann matchen på teknisk knockout i den andra ronden.
Mir hade sin nästa match mot Cheick Kongo den 12 december 2009 i UFC 107.  Under fighten bedövade Mir Kongo tidigt med en vänster, följde upp med några slag och säkrade en giljotin som blev hans seger endast 1:12 min i första ronden. Kongo vägrade att klappa ut och tuppade av under tiden.
Mir besegrades av Shane Carwin via KO vid 3:48 i den första ronden, gällande interimsbältet i tungvikt, den 27 mars 2010 under UFC 111.
Den 8 juli 2017 lät Mir meddela att han efter nära nog 16 år med företaget lösts från sitt kontrakt med UFC trots att han hade sex matcher kvar på det.

### Bellator
Sherdog lät meddela 15 augusti 2017 att Mir skrivit på för Bellator. Efter tre matcher, med ett facit om 1-2 i organisationen, lät Mir meddela 18 april 2020 att han numera är en free agent.

## Familj
Frank är gift med Jennifer Mir och de har tre barn tillsammans. Jennifer har även en son från ett tidigare äktenskap som Frank Mir har adopterat.

## Tävlingsfacit
| Resultat | Facit | Motståndare                    | Metod                         | Evenemang                          | Datum             | Rond | Tid  | Plats                          | Notering                          |  |
| -------- | ----- | ------------------------------ | ----------------------------- | ---------------------------------- | ----------------- | ---- | ---- | ------------------------------ | --------------------------------- |  |
| Vinst    | 1-0   | Jerome Smith (USA)             | Domslut (enhälligt)           | HOOKnSHOOT-Showdown                | 14 juli 2001      | 2    | 5:00 | Evansville, Indiana, USA       |                                   |  |
| Vinst    | 2-0   | Dan Quinn (USA)                | Submission (triangel)         | IFC Warriors Challenge 15          | 31 augusti 2001   | 1    | 2:15 | Oroville, Kalifornien, USA     |                                   |  |
| Vinst    | 3-0   | Roberto Traven (BRA)           | Submission (armbar)           | UFC 34                             | 2 november 2001   | 1    | 1:05 | Las Vegas, Nevada, USA         |                                   |  |
| Vinst    | 4-0   | Pete Williams (USA)            | Submission (axellås)          | UFC 36                             | 22 mars 2002      | 1    | 0:46 | Las Vegas, Nevada, USA         |                                   |  |
| Förlust  | 4-1   | Ian Freeman (GBR)              | TKO (slag)                    | UFC 38                             | 13 juli 2002      | 1    | 4:35 | London, England                |                                   |  |
| Vinst    | 5-1   | Tank Abbott (USA)              | Submission (tålås)            | UFC 41                             | 28 februari 2003  | 1    | 0:46 | Atlantic City, New Jersey, USA |                                   |  |
| Vinst    | 6-1   | Wes Sims (USA)                 | DQ (Otillåten huvudstampning) | UFC 43                             | 6 juni 2003       | 1    | 2:55 | Las Vegas, Nevada, USA         |                                   |  |
| Vinst    | 7-1   | Wes Sims (USA)                 | KO (knän och slag)            | UFC 46                             | 31 januari 2004   | 2    | 4:21 | Las Vegas, Nevada, USA         |                                   |  |
| Vinst    | 8-1   | Tim Sylvia (USA)               | RSC (armbrott via armbar)     | UFC 48                             | 19 juni 2004      | 1    | 0:50 | Las Vegas, Nevada, USA         | Vann den vakanta tungviktstiteln. |  |
| Förlust  | 8-2   | Marcio Cruz (BRA)              | TKO (slag)                    | UFC 57                             | 4 februari 2006   | 1    | 4:10 | Las Vegas, Nevada, USA         |                                   |  |
| Vinst    | 9-2   | Dan Christison (USA)           | Domslut (enhälligt)           | UFC 61                             | 8 juli 2006       | 3    | 5:00 | Las Vegas, Nevada, USA         |                                   |  |
| Förlust  | 9-3   | Brandon Vera (USA)             | TKO (slag)                    | UFC 65                             | 18 november 2006  | 1    | 1:09 | Sacramento, Kalifornien, USA   |                                   |  |
| Vinst    | 10-3  | Antoni Hardonk (NLD)           | Submission (kimura)           | UFC 74                             | 25 augusti 2007   | 1    | 1:17 | Las Vegas, Nevada, USA         |                                   |  |
| Vinst    | 11-3  | Brock Lesnar (USA)             | Submission (kneebar)          | UFC 81                             | 2 februari 2008   | 1    | 1:30 | Las Vegas, Nevada, USA         |                                   |  |
| Vinst    | 12-3  | Antônio Rodrigo Nogueira (BRA) | TKO (slag)                    | UFC 92                             | 27 december 2008  | 2    | 1:54 | Las Vegas, Nevada, USA         | Vann Interim tungviktstiteln.     |  |
| Förlust  | 12-4  | Brock Lesnar (USA)             | TKO (slag)                    | UFC 100                            | 11 juli 2009      | 2    | 1:48 | Las Vegas, Nevada, USA         | Om tungviktstiteln.               |  |
| Vinst    | 13-4  | Cheick Kongo (FRA)             | Teknisk submission (giljotin) | UFC 107                            | 12 december 2009  | 1    | 1:12 | Memphis, Tennessee, USA        |                                   |  |
| Förlust  | 13-5  | Shane Carwin (USA)             | KO (slag)                     | UFC 111                            | 27 mars 2010      | 1    | 3:48 | Newark, USA                    |                                   |  |
| Vinst    | 14–5  | Mirko Filipović (HRV)          | KO (Knä)                      | UFC 119                            | 25 september 2010 | 3    | 4:02 | Indianapolis, Indiana, USA     |                                   |  |
| Vinst    | 15–5  | Roy Nelson (USA)               | Domslut (enhälligt)           | UFC 130                            | 28 maj 2011       | 3    | 5:00 | Las Vegas, USA                 |                                   |  |
| Vinst    | 16–5  | Antônio Rodrigo Nogueira (BRA) | Teknisk submission (kimura)   | UFC 140                            | 10 december 2011  | 1    | 3:38 | Toronto, Kanada                | Submission of the Night.          |  |
| Förlust  | 16-6  | Junior dos Santos (BRA)        | TKO (slag)                    | UFC 146                            | 26 maj 2012       | 2    | 3:04 | Las Vegas, Nevada, USA         | Om tungviktstiteln.               |  |
| Förlust  | 16-7  | Daniel Cormier (USA)           | Domslut (enhälligt)           | UFC on Fox: Henderson vs. Melendez | 20 april 2013     | 3    | 5:00 | San Jose, Kalifornien, USA     |                                   |  |
| Förlust  | 16-8  | Josh Barnett (USA)             | TKO (knä)                     | UFC 164                            | 31 augusti 2013   | 1    | 1:56 | Milwaukee, Wisconsin, USA      |                                   |  |
| Förlust  | 16-9  | Alistair Overeem (NLD)         | Domslut (enhälligt)           | UFC 169                            | 1 februari 2014   | 3    | 5:00 | Newark, New Jersey, USA        |                                   |  |
| Vinst    | 17-9  | Antônio Silva (BRA)            | KO (armbågar och slag)        | UFC Fight Night: Bigfoot vs. Mir   | 22 februari 2015  | 1    | 1:40 | Porto Alegre, Brasilien        | Performance of the Night.         |  |
| Vinst    | 18-9  | Todd Duffee (USA)              | KO (slag)                     | UFC Fight Night: Mir vs. Duffee    | 15 juli 2015      | 1    | 1:13 | San Diego, Kalifornien, USA    | Performance of the Night.         |  |
| Förlust  | 18-10 | Andrej Arloŭski (BLR)          | Domslut (enhälligt)           | UFC 191                            | 5 september 2015  | 3    | 5:00 | Las Vegas, Nevada, USA         |                                   |  |
| Förlust  | 18-11 | Mark Hunt (NZL)                | KO (slag)                     | UFC Fight Night: Hunt vs. Mir      | 20 mars 2016      | 1    | 3:01 | Brisbane, Australien           |                                   |  |
| Förlust  | 18-12 | Fjodor Jemeljanenko (RUS)      | TKO (slag)                    | Bellator 198                       | 28 april 2018     | 1    | 0:48 | Rosemont, Illinois, USA        |                                   |  |
| Förlust  | 18-13 | Javy Ayala (USA)               | TKO (slag)                    | Bellator 212                       | 14 december 2018  | 2    | 4:30 | Honolulu, Hawaii, USA          |                                   |  |
| Vinst    | 19-13 | Roy Nelson (USA)               | Domslut (enhälligt)           | Bellator 231                       | 25 oktober 2019   | 2    | 4:30 | Uncasville, Connecticut, USA   |                                   |  |